# Александар Вучич
Александр Вучич (серб. Александр Вучић, Aleksandar Vučić; нар. 5 березня 1970, Белград, Югославія) — сербський проросійський політик, державний діяч, Президент Сербії з 31 травня 2017. До цього був двічі прем'єр-міністром Сербії (2014—2016, 2016—2017), першим віцепрем'єром (2012—2014), міністром оборони (2012—2013) та міністром інформації (1998—2000). Колишній голова Сербської прогресивної партії (до травня 2023).
Політичний курс Вучича спрямований на євроінтеграцію країни та залишення дружніх відносин із Росією та Китаєм. Українські медіа називають Вучича проросійським.

## Біографія
Народився 5 березня 1970 року в Белграді, в сім'ї Ангелини та Анджелка Вучич. Мати — Ангеліна Вучич — працювала журналістом на Радіо-телебаченні Сербії.
Закінчив юридичний факультет Белградського університету. Працював телевізійним репортером. У 1993 році він приєднався до Сербської радикальної партії, незабаром був уперше обраний до Народних зборів Республіки Сербії. У 1995 обраний на посаду генерального секретаря партії. З 1996 по 1998 очолював спортивно-бізнесовий центр.
Під час протестів проти президента Слободана Мілошевича був співавтором положень, що вводили штрафи на антиурядових журналістів, та ініціатором блокування закордонного телебачення. Він був тоді у списку небажаних осіб у Європейському Союзі. У 2014 році Вучич, який виступає за проєвропейську політику, публічно вибачився за свої минулі діяння.
Двічі (у 2004 і 2008) невдало балотувався в мери Белграда.
Після дострокових парламентських виборів у 2014 сформував коаліційний уряд.
2 квітня 2017 року переміг на виборах президента Сербії в першому турі, набравши 55 %. Із 3 квітня по 31 травня 2017 у Сербії проходили масові протести проти Сербської Прогресивної Партії
У січні 2023 року Вучич зазначив, що його країна не може підтримувати вторгнення РФ в Україну. Про це, як пише Європейська правда, Вучич сказав в інтерв'ю Bloomberg: «Ми з самого початку говорили, що не могли і не маємо права підтримувати вторгнення Росії в Україну. Для нас Крим — це Україна, Донбас — це Україна, і так буде завжди», — зазначив сербський президент.
В інтерв'ю Вучич також спрогнозував, що у війні між Україною та Росією «найгірше ще попереду», оскільки обидві сторони заглиблюються в конфлікт. Також він підкреслив, що Сербія далеко не в усьому підтримує владу в Москві: «Ми не завжди в захваті від деяких їхніх позицій. У нас традиційно хороші відносини, але це не означає, що ми підтримуємо кожне рішення або більшість рішень, які надходять з Кремля.»
У травні 2023 року залишив посаду керівника керівної Сербської прогресивної партії.
11 червня 2025 року Александар Вучич вирушив до України з одноденним візитом. Це перший візіт Александара до України в якості президента 